# Iljušin Il-54
Iljušin Il-54 (kód NATO Blowlamp) byl prototyp sovětského nadzvukového bombardéru z první poloviny padesátých let 20. století. Prototyp letounu vzlétl 3. dubna 1955. Později byl vyroben ještě druhý prototyp s označením Il-54T, který byl nosič torpéd. Vzhledem k tomu, že dostaly přednost jiné typy letounů, jako např. Jak-25, k sériové výrobě Il-54 nedošlo.

## Technické údaje
- Osádka: 3
- Rozpětí: 17,65 m
- Délka: 28,96
- Výška: 7,90
- Nosná plocha: 84,60 m2
- Hmotnost prázdného stroje: 24 000 kg
- Max. vzletová hmotnost: 41 600 kg
- Pohonné jednotky: 2× proudový motor AL-7F
- Maximální rychlost: 1150 km/h
- Dostup: 14 000 m
- Dolet: 3 000 km
- Výzbroj: 3× kanón ráže 23 mm, až 5000 kg pum